# Resolutie 362 Veiligheidsraad Verenigde Naties
Resolutie 362 van de Veiligheidsraad van de Verenigde Naties werd aangenomen op 23 oktober 1974. China en Irak namen niet deel aan de stemming. De overige dertien leden van de Raad stemden voor de resolutie, die de UNEF II-vredesmacht in Sinaï met een half jaar verlengde.

## Achtergrond
Na de Jom Kipoeroorlog werd een VN-interventiemacht naar de Sinaï gezonden met de bedoeling bij te dragen aan een duurzame vrede in die regio. Tijdens die oorlog bezette Israël de Sinaï. In 1979 sloten Israël en Egypte een vredesverdrag en in 1982 trok Israël zich terug uit de Sinaï.

## Inhoud
De Veiligheidsraad:
- Herinnert aan de resoluties 338, 340, 341 en 346.
- Heeft het rapport van secretaris-generaal Kurt Waldheim over de activiteiten van de VN-interventiemacht bestudeerd.
- Neemt akte van zijn mening dat ondanks de huidige rust in de Egyptisch-Israëlische sector de situatie ten gronde instabiel zal blijven zolang de onderliggende problemen onopgelost blijven.
- Maakt ook op uit het rapport dat de operatie van de VN-interventiemacht nodig blijft.

1. Besluit het mandaat van de interventiemacht met zes maanden te verlengen, tot 24 april 1975, om verder te werken aan een duurzame vrede in het Midden-Oosten.
2. Betuigt eer aan de interventiemacht en de deelnemende landen.
3. Vertrouwt erop dat de interventiemacht wordt onderhouden met een maximale (kosten)efficiëntie.
4. Herbevestigt dat de interventiemacht als integrale en efficiënte militaire eenheid moet functioneren in de gehele Egyptisch-Israëlische sector, ongeacht de status van de verschillende contingenten.

## Verwante resoluties
- Resolutie 347 Veiligheidsraad Verenigde Naties
- Resolutie 350 Veiligheidsraad Verenigde Naties
- Resolutie 363 Veiligheidsraad Verenigde Naties
- Resolutie 368 Veiligheidsraad Verenigde Naties

Lijst ·  345 ·  346 ·  347 ·  348 ·  349 ·  350 ·  351 ·  352 ·  353 ·  354 ·  355 ·  356 ·  357 ·  358 ·  359 ·  360 ·  361 ·  362 ·  363 ·  364 ·  365 ·  366